# Ján Sokol
Ján Sokol (sinh ngày 9 tháng 10 năm 1933) là một tổng giám mục Giáo hội Công giáo người Slovakia và là nguyên tổng giám mục của Tổng giáo phận Trnava, Slovakia.

## Cuộc đời
Ján Sokol sinh tại Jacovce, Quận Topoľčany. Ông học tại một trường Pháp ở Topoľčany và học thần học, triết học ở Bratislava trước khi được thụ phong linh mục vào năm 1957. Sau đó, ông trải qua công việc của một linh mục tuyên úy ở Šurany (1957–1958), Levice (1958–1960), Bratislava- Nové Mesto (1960–1966) và Štúrovo (1966–1968). Từ năm 1968 đến năm 1970, ông là hiệu trưởng tại một chủng viện Công giáo Rôma ở Bratislava, trước khi làm tuyên úy trở lại ở Sere 1970 –1971.
Ông được công nhận là Giám quản Tông Tòa của Tổng Giáo phận Trnava vào năm 1987, và được bổ nhiệm làm giám mục chính thức của Luni vào tháng 5 năm 1988. Ján Sokol được tấn phong giám mục vào tháng 6 năm 1988 tại nhà thờ St. John Baptist ở Trnava. Ông trở thành Tổng Giám mục của Bratislava, Trnava vào năm 1989.
Ngày 14 tháng 2 năm 2008, Giáo hoàng Benedict XVI bổ nhiệm ông làm Tổng giám mục của Tổng giáo phận Trnava mới được thành lập. Theo giáo luật của Giáo hội Công giáo, khi đủ 75 tuổi, Ján Sokol viết thư lên toàn thánh xin được được miễn nhiệm. Giáo hoàng Benedict XVI đã bổ nhiệm Róbert Bezák làm người kế vị ông vào ngày 18 tháng 4 năm 2009.
Theo tài liệu từ Ústav pamäti národa (UPN), Ján Sokol được cho là đã hợp tác với cảnh sát mật Tiệp Khắc trước đây của Cộng sản Tiệp Khắc.  Ông cũng bị chỉ trích vì ca ngợi Jozef Tiso, tổng thống Slovakia từ năm 1939 đến năm 1945. Chính phủ của Tiso chịu trách nhiệm về việc trục xuất người Do Thái ra khỏi Slovakia.